# Museu del Carro
El Museu del Carro és un edifici d'Anglesola (Urgell) protegit com a bé cultural d'interès local.

## Descripció
L'edifici del museu del carro d'Anglesola està compost d'una nau de 45 x 16 metres destinada, en el seu origen, a magatzem de gra i un edifici adossat del sindicat agrari, ambdós construïts a mitjan segle xx.
La nau és un espai diàfan i unitari, d'una sola planta, amb coberta a dues aigües acabada amb teula ceràmica sobre encadellat ceràmic. L'estructura de la teula està constituïda per encavallades de formigó armat de secció molt esvelta, que es recolzen en les gruixudes parets estructurals laterals de la nau, de fins a 60 cm d'amplada. Entre aquestes encavallades es disposen biguetes de formigó armat, a 80 cm entre eixos. L'altura interior de la nau en les parets laterals és de 7,50 metres i en el carener de la coberta és de 10,00 metres. Té una superfície útil interior de 640, 83 m². Únicament té finestres de petites dimensions a la façana nord-est (c/ Lourdes), situades en el centre de cada crugia, a una altura considerable.

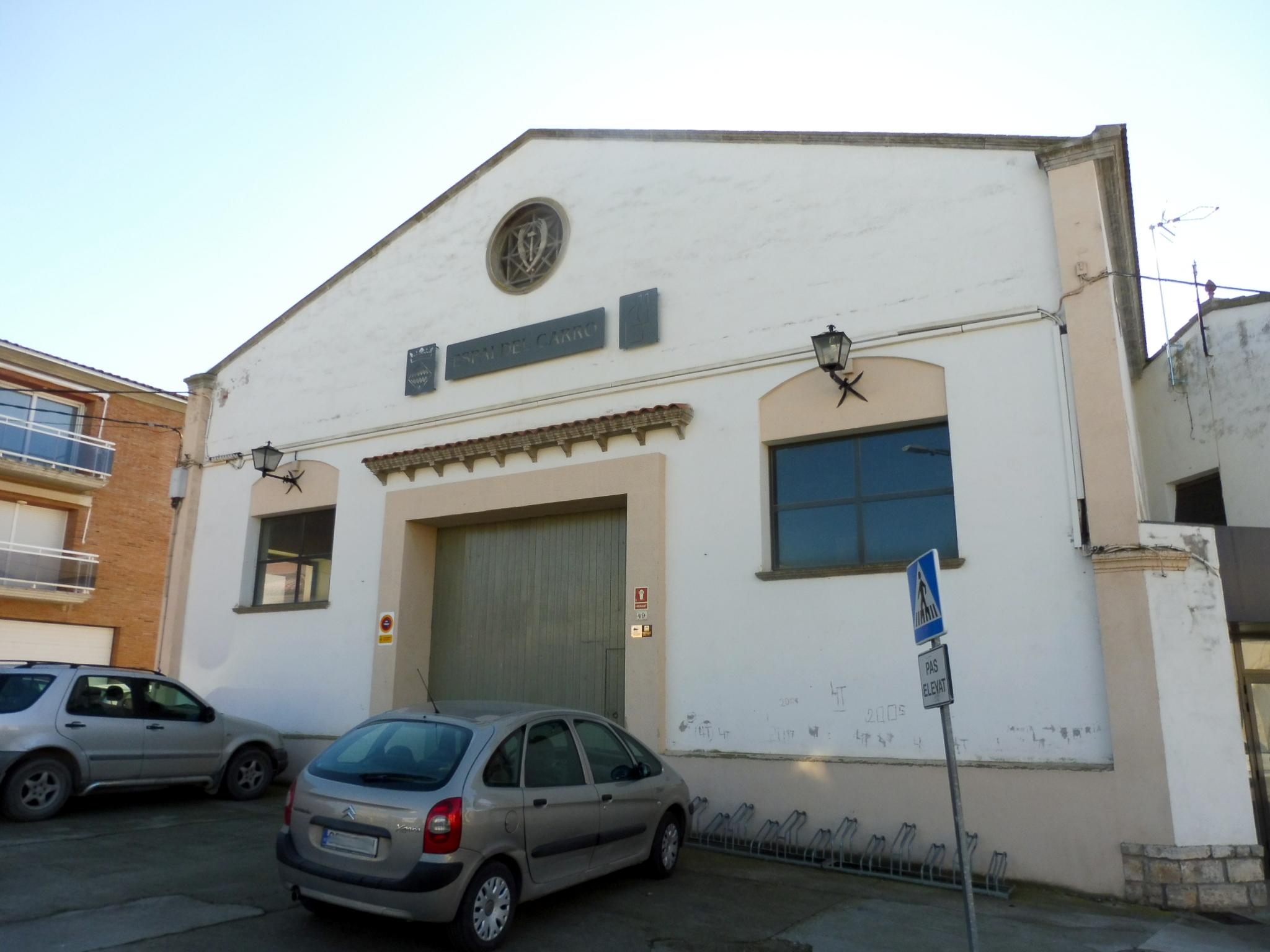
Façana

La nau disposa de tres portes de grans dimensions: l'entrada principal i una porta en cadascuna de les façanes laterals. Sobre cadascuna d'aquestes tres portes es conforma una petita visera amb cartel·les i motllura rematades amb teula ceràmica. Sobre la porta de l'entrada principal i a tall de roseta hi ha una obertura circular amb els símbols del sindicat agrari.
Les parets són de maó massís arrebossat i pintat i el terra està conformat per una solera de formigó, sense paviment.
Les façanes laterals mostren exteriorment el ritme de l'estructura de l'edifici, sobresurten les arcades i els pilars que les sustenten. Aquestes façanes laterals estan rematades en la seva part superior amb motllures de formigó que amaguen les canals d'evacuació d'aigua pluvial.
Aquest antic magatzem de gra s'usa avui en dia per exposar els carros i eines agrícoles que s'han utilitzat històricament en aquest territori. Aquesta mostra il·lustra el procés de construcció dels carros i a les funcions que es destinaven. El museu obre al públic durant la festa dels tres tombs.
Edifici adjacent:
L'edifici adossat a la nau està compost de planta baixa i planta pis. Originàriament era un edifici del sindicat agrari. La planta baixa estava destinada a oficines i el pis superior feia funcions d'habitatge. L'estructura és de forjats de biguetes de formigó recolzades en parets de càrrega. La coberta és a dues aigües i acabada amb teula de ceràmica. Les obertures són finestres força grans i de forma horitzontal. Les façanes estan arrebossades i a la part baixa hi ha un sòcol de pedra. En el coronament de la façana principal hi ha elements decoratius a bases de motllura pintada imitant maó col·locat a llibret.
Aquest edifici no té encara un ús definit.